# Test pierwszości
Test pierwszości – algorytm określający, czy dana liczba jest pierwsza, czy złożona. Nie jest to równoważne znalezieniu jej rozkładu na czynniki pierwsze. W obecnej chwili (2024 rok) nie są znane efektywne algorytmy rozkładu na czynniki pierwsze, natomiast testy pierwszości można przeprowadzać bardzo szybko.

## Metoda naiwna
Najprostszy test pierwszości wygląda następująco: dla danej liczby {\displaystyle n} należy sprawdzić, czy dzieli się ona kolejno przez 2, 3, aż do {\displaystyle n-1.} Jeśli przez żadną z nich się nie dzieli, oznacza to, że jest pierwsza.
Zamiast testować wszystkie liczby do {\displaystyle n-1,} wystarczy sprawdzić podzielność {\displaystyle n} przez liczby mniejsze lub równe {\displaystyle {\sqrt {n}}.}
Dowód. Załóżmy, że {\displaystyle n} jest złożona. Wtedy istnieją liczby {\displaystyle a,b\in \mathbb {N} } takie, że {\displaystyle n=ab} oraz {\displaystyle a\leqslant b.} Po przemnożeniu nierówności stronami przez {\displaystyle a} otrzymujemy {\displaystyle a^{2}\leqslant ab.} Ale {\displaystyle ab=n,} więc {\displaystyle a^{2}\leqslant n.} Stąd {\displaystyle a\leqslant {\sqrt {n}}.}
Kolejne udoskonalenie polega na sprawdzaniu podzielności {\displaystyle n} jedynie przez liczby pierwsze mniejsze lub równe {\displaystyle {\sqrt {n}}.} Ich listę łatwo możemy uzyskać metodą sita Eratostenesa. Metoda ta wciąż wymaga wykonania dużej liczby {\displaystyle ({\sqrt {n}}/\log n)} dzieleń, co oznacza, że już dla 50-cyfrowych liczb pierwszych jest niewykonalna na współczesnych komputerach.

## Testy probabilistyczne
Obecnie najbardziej efektywne i najczęściej stosowane są testy probabilistyczne. Korzysta się w nich z losowo wygenerowanych liczb z ustalonego przedziału – pewien dobór tych wartości może dać błędny wynik testu, ale przy wybraniu wystarczająco wielu z nich prawdopodobieństwo takiego zdarzenia jest znikome.
Przebieg testu probabilistycznego wygląda następująco:
1. Wybrać losowo liczbę {\displaystyle a.}
2. Sprawdzić pewne równanie zawierające {\displaystyle a} oraz zadaną liczbę {\displaystyle n.} Jeśli okaże się fałszywe, zwrócić wynik n jest złożona. Wartość {\displaystyle a} jest wtedy świadkiem złożoności i test można zakończyć.
3. Powtarzać całą procedurę, aż uzyska się wystarczającą pewność.

Jeśli w wystarczająco wielu próbach nie uda się stwierdzić złożoności {\displaystyle n,} test zwraca odpowiedź: n jest prawdopodobnie pierwsza.
Najbardziej znanymi testami pierwszości są:
- Test pierwszości Fermata – prosty do przeprowadzenia, ale niepewny: istnieją liczby złożone (liczby Carmichaela), które przez ten test zawsze zostaną uznane za pierwsze.
- Test pierwszości Solovaya-Strassena – dający przy każdej próbie 1/2 szans na wylosowanie świadka złożoności.
- Test Millera-Rabina – dający przy każdej próbie 3/4 szans na wylosowanie świadka złożoności. Ten test jest najczęściej stosowany w kryptografii, gdy wymagana jest szybka weryfikacja pierwszości dużych liczb. Już sprawdzenie dwudziestu losowych świadków gwarantuje, że prawdopodobieństwo błędnego rozpoznania liczby jako pierwszej jest mniejsze niż jeden do biliona.

## Szybkie testy deterministyczne
Istnieje deterministyczny test pierwszości oparty na krzywych eliptycznych, działający w czasie {\displaystyle \mathrm {O} (\log ^{6}n)}. Jego działanie opiera się jednak na pewnych dotychczas nieudowodnionych twierdzeniach z teorii liczb. Jest skomplikowany w implementacji, ale prawdopodobnie jest to najczęściej używany deterministyczny test pierwszości.
Jeśli uogólniona hipoteza Riemanna jest prawdziwa, test Millera-Rabina można przekształcić w test deterministyczny, działający w czasie {\displaystyle \mathrm {O} (\log ^{4}n)}. W praktyce jest on jednak wolniejszy od poprzedniego.
W 2002 roku Manindra Agrawal, Nitin Saxena i Neeraj Kayal opublikowali pierwszy deterministyczny wielomianowy test, nie opierający się na żadnych niedowiedzionych założeniach, zwany testem pierwszości AKS. Test ten w oryginalnej wersji działa w czasie {\displaystyle \mathrm {O} (\log ^{12}n)} choć w praktyce jest wolniejszy od metod probabilistycznych.

## Złożoność
W teorii złożoności formalnie opisuje się język liczb pierwszych jako PRIMES. Można pokazać, że PRIMES należy do klasy coNP: jego dopełnienie COMPOSITES należy do NP, gdyż można łatwo niedeterministycznie stwierdzić, że jakaś liczba jest złożona – zgadując jej dzielniki.
W 1975 roku, Vaughan Ronald Pratt pokazał, że istnieją certyfikaty pierwszości: sprawdzalne w czasie wielomianowym dowody, że dana liczba jest pierwsza. Tym samym udowodnił, że język PRIMES należy też do klasy NP, a więc należy do przecięcia NP ∩ coNP.
Kolejne algorytmy Solovay-Strassena i Millera-Rabina umieściły język PRIMES w klasie coRP (jego dopełnienie należy do RP, czyli klasy problemów, dla których istnieje probabilistyczna maszyna Turinga działająca w czasie wielomianowym, która zwraca „nie” zawsze, kiedy prawidłową odpowiedzią jest „nie”, i zwraca „tak” (z prawdopodobieństwem, które dla żadnych danych nie spada poniżej pewnej wartości) lub „nie”, kiedy prawidłową odpowiedzią jest „tak”). W 1992 roku algorytm Adlemana-Huanga zmniejszył złożoność problemu do ZPP = RP ∩ coRP, poprawiając wynik Pratta.
Ostatecznie w 2002 r. opracowanie algorytmu AKS pokazało, że PRIMES leży w klasie P. Nie wiadomo jednak czy PRIMES jest P zupełne, czy należy do zawartych w P klas L (problemy wymagające logarytmicznego rozmiaru pamięci) lub NC (złożoność czasowa {\displaystyle \mathrm {O} ((\log \,n)^{k})} na komputerze z wielomianową liczbą procesorów równolegle wykonujących obliczenia).